# GezondheidsZorg Asielzoekers
GezondheidsZorg Asielzoekers (GZA) is de Nederlandse landelijke dienst die in opdracht van het Centraal Orgaan opvang asielzoekers (COA) verantwoordelijk is voor de medische zorg in asielzoekerscentra. Het hoofdkantoor bevindt zich in Utrecht.
in 2009 werd het Gezondheidscentrum Asielzoekers (GCA) opgericht als dochteronderneming van zorgverzekeraar Menzis. Op 1 januari 2009 werd namelijk het recht van asielzoekers op zorg door het COA vastgelegd in de Regeling Zorg Asielzoekers. In 2017 besloot het COA het contract met de GCA niet te verlengen. Per 1 januari 2018 is de zorg op alle asielzoekerscentra overgenomen door GezondheidsZorg Asielzoekers (GZA), een dochteronderneming van Arts en Zorg, in samenwerking met zorgverzekeraar DSW. Het hoofdkantoor is in Utrecht. In Arnhem bevindt zich een callcenter.
Het GZA zorgt voor de eerstelijns zorg. Asielzoekers kunnen alleen zorg afnemen bij een gecontracteerde zorginstelling. Bij elk asielzoekerscentrum in Nederland is een huisartsenpraktijk van het GZA gevestigd. Er zijn ongeveer 70 huisartsenpraktijken verspreid over heel Nederland. Dit aantal varieert met het openen en sluiten van asielzoekerscentra.